# Kinora

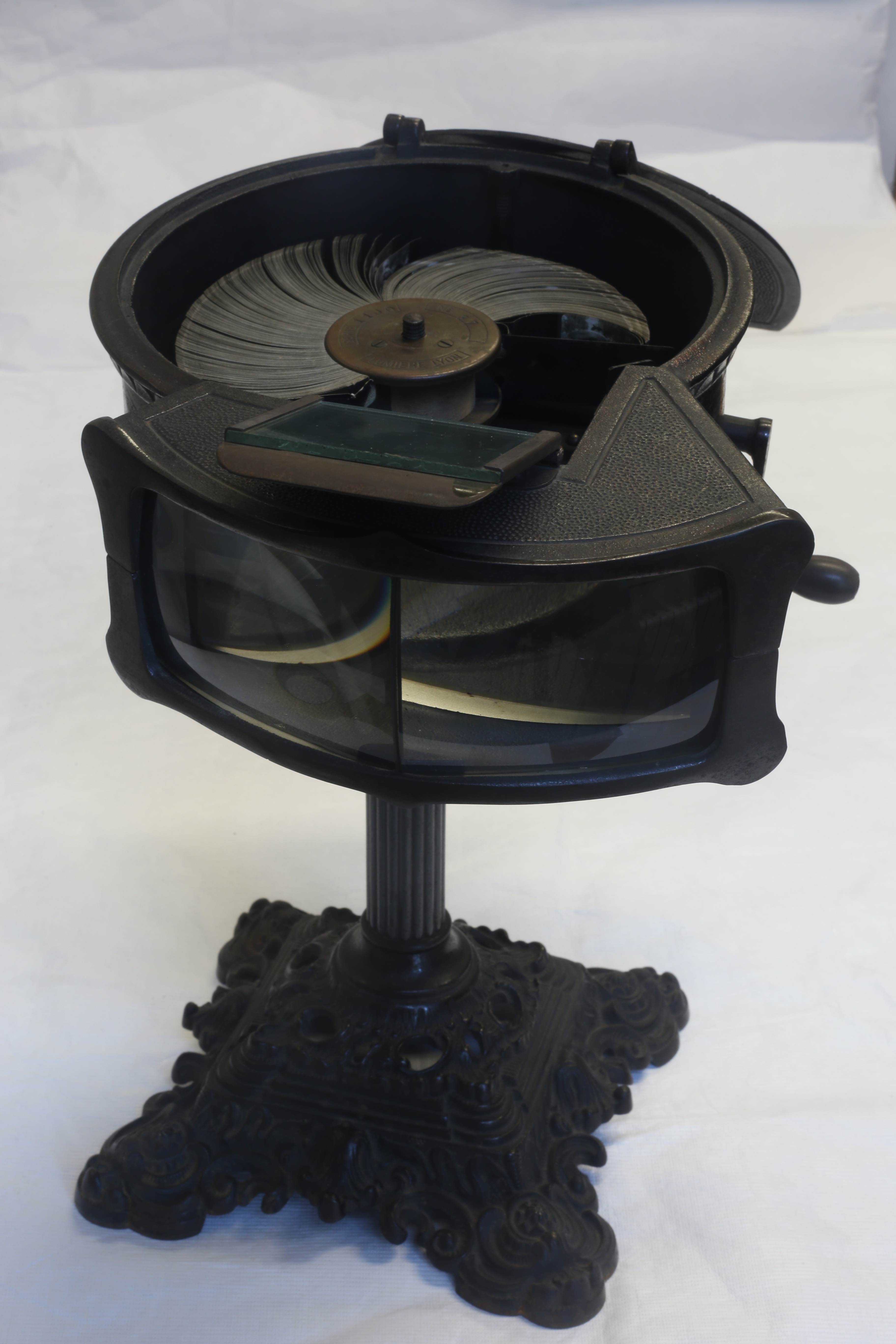
Una Kinora de 1905 al Fotomuseum Antwerp

La Kinora era un dispositiu primitiu d'imatge en moviment, desenvolupat pels inventors francesos Auguste i Louis Lumière al 1895, mentre treballaven de forma simultània en el cinematògraf. Es va patentar el febrer de 1896.
Concebut com una versió en miniatura del mutoscopi per a l'ús domèstic, la Kinora funcionava de forma similar a un folioscopiamb l'aspecte i el mecanisme d'un Rolodex. Utilitzava impressions fotogràfiques monocromes convencionals fixades a targetes fortes i flexibles subjectes a un nucli circular. Es girava un rodet a mà utilitzant un mànec, fent que les imatges giressin al voltant d'una clavilla fixa una per una. Les imatges en moviment es podien veure a través d'un visor.
Els rodets originals contenien versions impreses de pel·lícules dels Lumière, més tard també pel·lícules d'altres companyies.
El cinematògraf es va provar de forma molt reeixida, així que els Lumière no es van preocupar més sobre la Kinora, però van passar la idea a Gaumont, qui va comercialitzar el dispositiu i va fer més de 100 rodets amb diferents continguts cap a 1900.
The British Mutoscope & Biograph Co. va comprar els drets britànics de la Kinora l'any 1898, però la màquina no es va comercialitzar al Regne Unit fins al 1902. Es va tornar molt popular al Regne Unit i se'n varen crear 12 models i al voltant de 600 rodets de pel·lícules diferents. The British Mutoscope & Biograph Co. va construir un estudi a Londres al 1900 per filmar escenes de famílies i de persones. Es van crear al voltant de 60 folioscopis en la mesura estàndard del mutoscopi abans que el servei de retrats per a rodet de la Kinora estigués disponible l'any 1903.
Al maig de 1907 el president de The British Mutoscope & Biograph Co., W.T. Smedley va crear Kinora Limited a Londres. La companyia va introduir la primera càmera Kinora per a aficionats al 1908, utilitzant rotllos de cel·luloide o de paper fotogràfic de 2,5 cm (una polzada) d'ample que es podia enviar a la companyia per al seu revelat. Els seus fulletons publicitaris també presentaven una versió superior de la Kinora, anomenada Kinora Grand, per a rodets de 1000 fotogrames de 6,35 cm (2 polzades i mitja) per 7,62 cm (3 polzades). L'any 1914, quan la fàbrica de Londres de la companyia es va cremar, l'interès públic en la Kinora havia decaigut a causa de l'auge del cinema, que suposava una atracció més gran per al públic. La companyia no va reconstruir la fàbrica cremada.